# 贝尔姆
贝尔姆是德国下萨克森州的一个市镇。总面积46.66平方公里，总人口13516人，其中男性6611人，女性6905人（2011年12月31日），人口密度290人/平方公里。